# Cestrum filipes
Cestrum filipes är en potatisväxtart som beskrevs av Ignatz Urban och Ekman. Cestrum filipes ingår i släktet Cestrum och familjen potatisväxter. Inga underarter finns listade i Catalogue of Life.